# Reiss Nelson
Reiss Luke Nelson, född 10 december 1999 i London, är en engelsk fotbollsspelare som spelar forward – centralt som "striker", som framspelare eller som ytter – i Premier League-klubben Fulham, på lån från Arsenal.
Nelson föddes i London-stadsdelen Elephant and Castle, son till en mor från Jamaica och en far från England. Han växte upp i området Aylesbury Estate (ett fattigt, utsatt område i södra London) i distriktet Walworth i sydöstra London och gick i skola på London Nautical School, där en av hans bästa vänner var Jadon Sancho – som även han skulle ta vägen till seniorspel via Tyskland.

## Klubbkarriär

### Arsenal
Nelson började spela för Arsenal redan som nioåring, och flyttades regelbundet upp i högre åldersgrupper . Efter åtskilliga matcher i ungdomslagen skrev han på sitt första proffskontrakt med Arsenal den 10 december 2017, på sin 18:e födelsedag, och togs ut till A-lagets sommarturnering.
Sitt första A-lagsframträdande för Arsenal gjorde han i en försäsongsmatch mot Bayern München. Första tävlingsmatchen kom mot Chelsea i FA Community Shield 2017 där han gjorde ett sent inhopp, vilket han också fick göra i Europa League-matchen mot FC Köln 14 september 2017. Första starten i seniorlaget kom den 20 september 2017 i ligacupmatchen mot Doncaster Rovers.
Debuten i Premier League kom via ett inhopp i 4–1-segern mot Crystal Palace 20 januari 2018. Första starten fick vänta till 8 april, i 3–2-segern mot Southampton. Den 17 maj 2018 utsågs Reiss Nelson till Årets spelare i ungdomsserien Premier League 2.

#### 1899 Hoffenheim (lån)
Den 31 augusti skrev Nelson på ett långtidskontrakt med Arsenal, och lånades därefter ut till tyska Bundesligaklubben Hoffenheim. I sin första match för den nya klubben, 15 september 2018, blev han inbytt i 72:a minuten och kunde göra lagets tröstmål i 1–2-förlusten mot Fortuna Düsseldorf. Framgångarna fortsatte under hösten, och blev i oktober utsedd till månadens nykomling.

#### Feyenoord (lån)
Den 31 augusti 2021 lånades Nelson ut till Feyenoord på ett låneavtal över säsongen 2021/2022.

## Landslagskarriär
Nelson har spelat för engelska ungdomslag på alla nivåer från U16 till U21, men skulle också kunna välja att spela för faderns hemland Zimbabwe.
Under U17-Europamästerskapet i fotboll 2016 spelade Nelson Englands tre gruppspelsmatcher (mot Sverige 1–2, mot Frankrike 2–0, och mot Danmark 3–1) och gjorde mål i samtliga. Han spelade även i kvartsfinalen mot Spanien, som England förlorade med 0–1. Nelson togs ut till "turneringens lag".
Han gjorde två mål i kvalmatcher till U19-Europamästerskapet i fotboll 2018, men togs inte med i truppen till slutspelet.
Under U21-Europamästerskapet i fotboll 2019 spelade Nelson i den sista gruppspelsmatchen (3–3 mot Kroatien) och gjorde ett mål, på straff; England gick inte vidare.

## Meriter

### Klubblag

#### Arsenal U23
- Mästare Premier League 2 (U23-ligan): 2017–2018

#### Arsenal
- Mästare FA Community Shield 2017

### Individuellt
- Premier League 2: Årets spelare 2017–2018[5]
- Bundesliga: Månadens nykomling, oktober 2018[6]

### Internationellt
- U17-Europamästerskapet i fotboll 2016 – Nelson gjorde tre mål på fyra matcher och togs ut till "turneringens lag".[8]
- U21-Europamästerskapet i fotboll 2019 – Nelson spelades match och gjorde ett mål, på straff.[9]